# Brothers & Sisters (canção)
"Brothers & Sisters" é uma canção de Coldplay, sendo seu single de estreia, depois de Safety EP, lançado um ano antes.

## Gravação, lançamento e recepção
Depois de formado em 1998, Coldplay reuniu-se com a gravadora local Fierce Panda Records, depois de um representante da gravadora disse ter visto a performance da banda no Camden Falcon em dezembro do mesmo ano. Fierce Panda sugeriu lançá-la como o single de estreia da banda, que concordou, e assinou um contrato com a gravadora de prazo curto. 1.500 cópias do single em formato de vinyl foram emitidos. O single alcançou a posição #107 na UK Singles Chart. Segundo as notas de single informadas pelo representante da gravadora, a gravação foi concluída em apenas quatro dias e o custo da banda foi de uma humilde quantia de £400.
Os sons atmosféricos do B-side "Easy to Please" foram criadas através de microfones em uma estrada molhada fora do estúdio.
A nova versão de "Brothers & Sisters" mais tarde apareceu no CD single de "Trouble".

## Desempenho nas tabelas musicais
| País/Parada                               | Posição |
| ----------------------------------------- | ------- |
| Reino Unido (The Official Charts Company) | 92      |